# The Cloud Room
The Cloud Room este o formație de indie-rock din Brooklyn, New York. Ei au dobândit succes odată cu lansarea albumului de debut care le poartă numele.